# Balaenidae
Pour les articles homonymes, voir Baleine franche.
Famille
La famille des balénidés regroupe tous les cétacés à fanons qui sont communément appelés baleines franches.
L'appellation franche provient des chasseurs baleiniers, qui recherchaient plus particulièrement cette famille pour sa forte teneur en graisses. Cela en augmentait la rentabilité économique par rapport aux rorquals, et, de plus, les prises flottaient plus longtemps sur l'eau, ce qui rendait l'exploitation plus simple.

## Caractéristiques
Les balénidés se distinguent des balénoptéridés principalement par l'absence de sillons jugulaires et d'aileron dorsal. Leur nage est plus lente.
Toutes les espèces de la famille ont un corps noir massif et une queue large avec une échancrure médiane. Les nageoires pectorales ont une forme de pelle.

## Liste des espèces
- genre Balaena Linnaeus, 1758
  - Balaena mysticetus Linnaeus, 1758 — baleine boréale ou baleine du Groenland
- genre Eubalaena Gray, 1864
  - Eubalaena australis Desmoulins, 1822 — baleine franche australe
  - Eubalaena glacialis Müller, 1776 — baleine de Biscaye
  - Eubalaena japonica Lacépède, 1818 — baleine franche du Pacifique Nord (le statut d'espèce différente de Eubalaena glacialis est incertain)

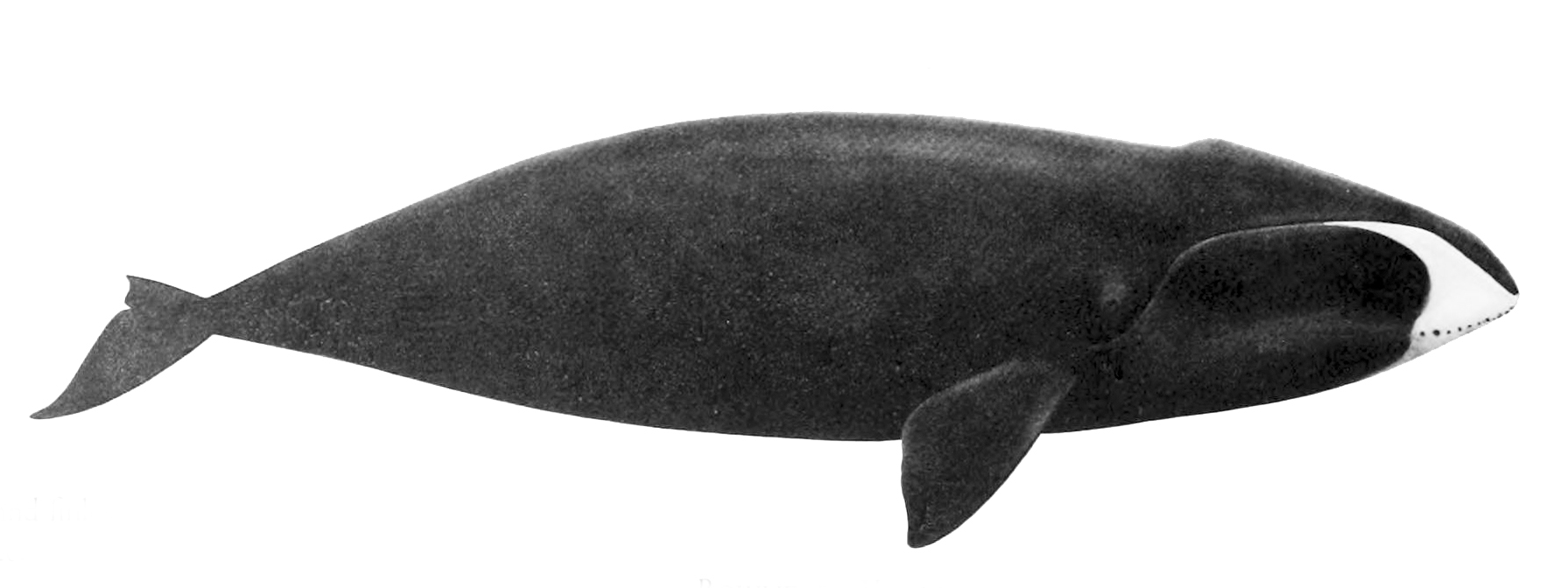
Balaena mysticetus
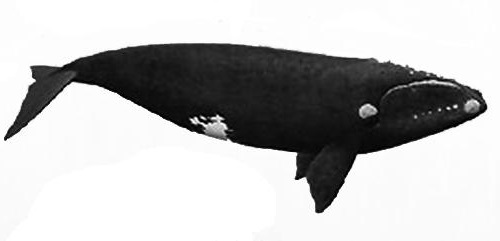
Eubalaena australis
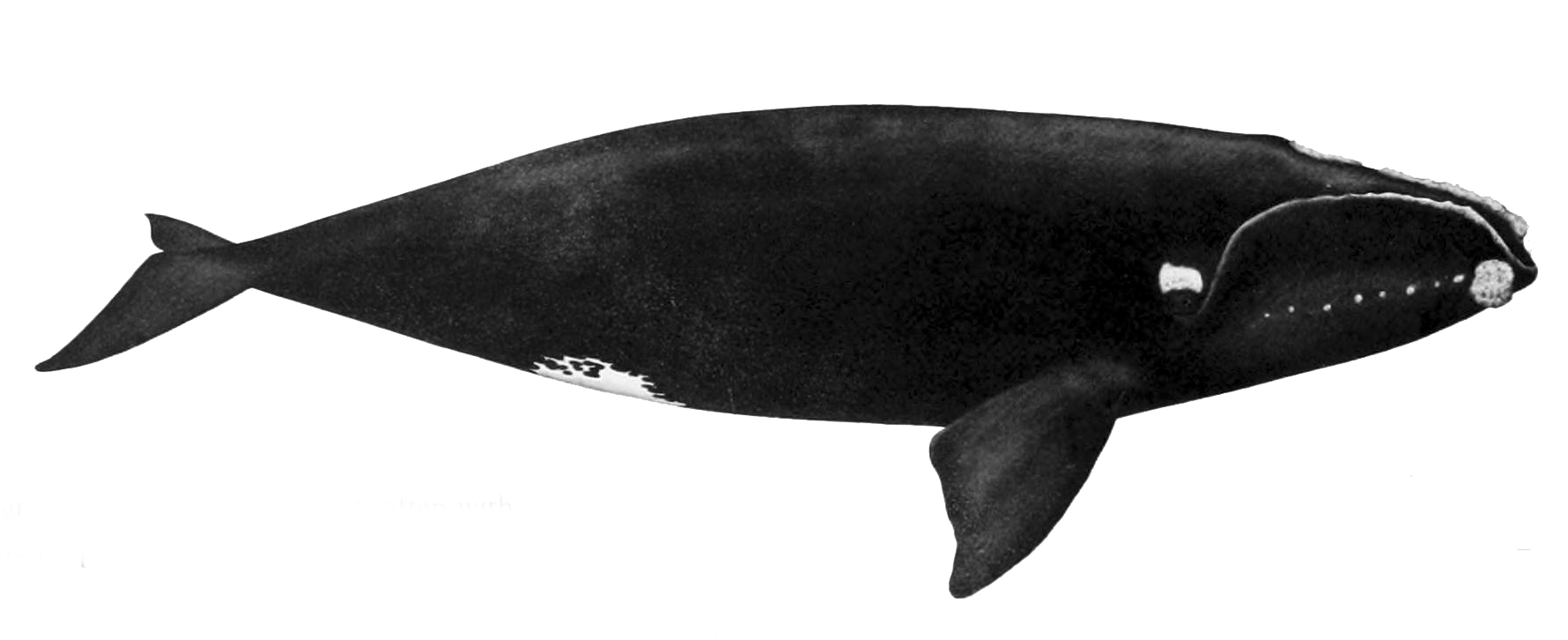
Eubalaena glacialis
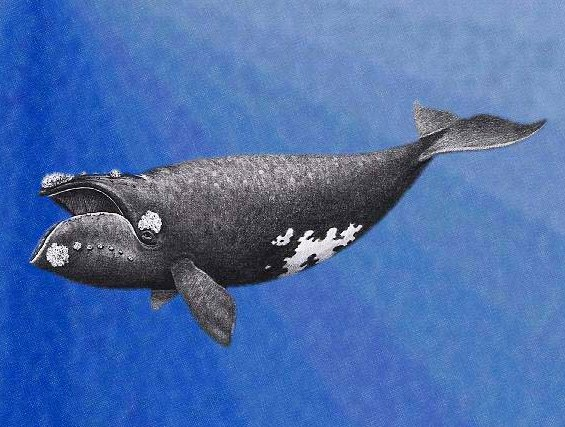
Baleine franche du Pacifique Nord
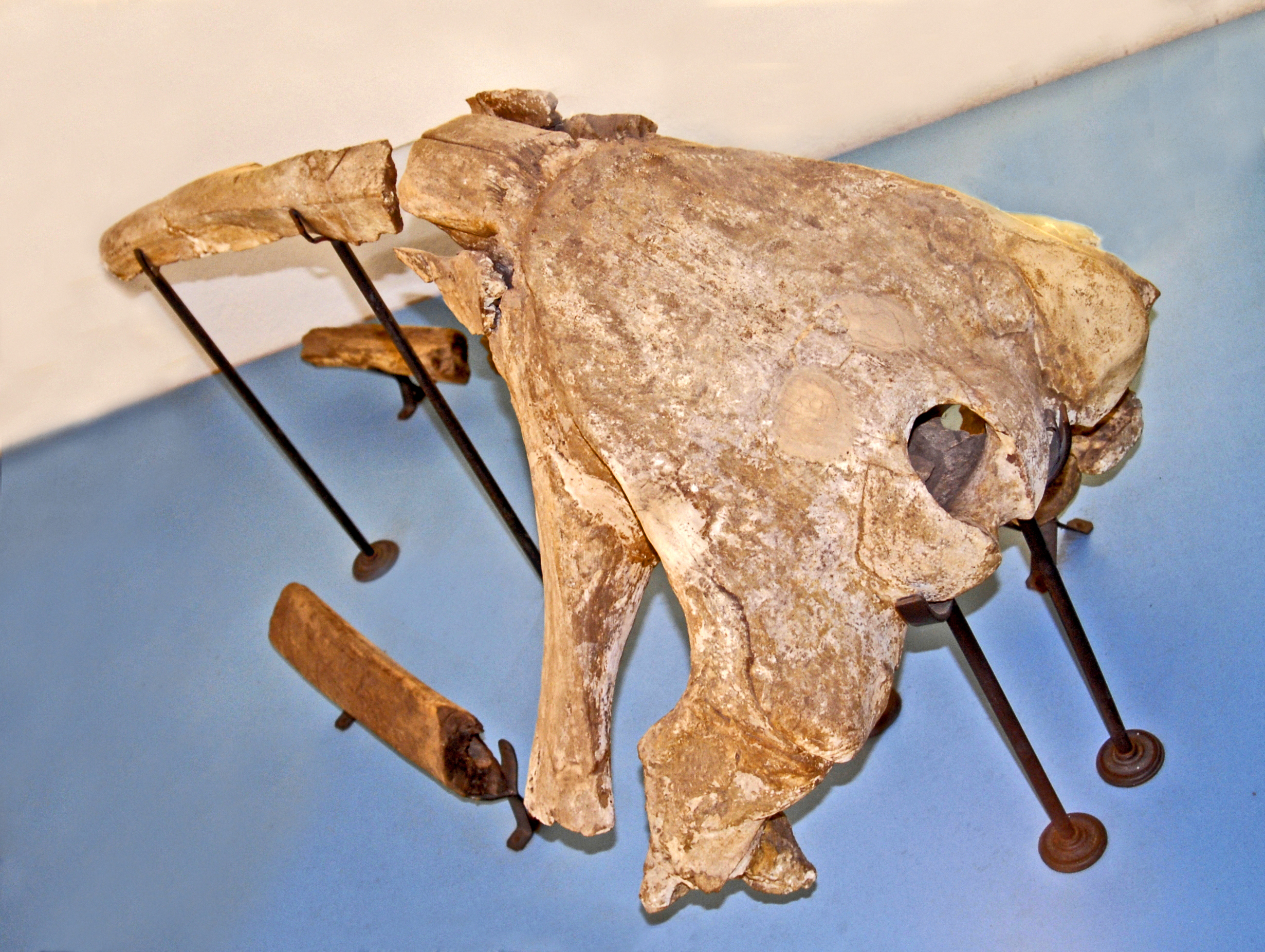
Fossile de Balaenula astensis